# Rhinagrion viridatum
Rhinagrion viridatum är en trollsländeart som beskrevs av Fraser 1938. Rhinagrion viridatum ingår i släktet Rhinagrion och familjen Megapodagrionidae. IUCN kategoriserar arten globalt som livskraftig. Inga underarter finns listade i Catalogue of Life.